# Garveia polarsterni
Garveia polarsterni is een hydroïdpoliep uit de familie Bougainvilliidae. De poliep komt uit het geslacht Garveia.